# Jiří Horák (1984)
Jiří Horák (* 24. července 1984) je český politik a sociolog, od roku 2021 poslanec Poslanecké sněmovny PČR, v letech 2016 až 2021 zastupitel Jihomoravského kraje, od roku 2017 starosta města Bučovice na Vyškovsku (předtím v letech 2010 až 2017 místostarosta města), od října 2024 místopředseda KDU-ČSL.

## Život
Jiří Horák je pravnukem někdejšího starosty slováckého Vlčnova a poslance Národního shromáždění Jana Plesla, který byl obětí komunistického režimu.
Vystudoval Gymnázium Bučovice a následně sociologii a andragogiku s profilací na personální management na Filozofické fakultě Univerzity Palackého v Olomouci, kde později složil rigorózní zkoušku a v roce 2014 obhájil dizertaci ze sociologie. Zaměřuje se na problematiku sekularizace, historické komparativní sociologie a sociologie politiky.
Mezi lety 2011 a 2017 působil v představenstvu společnosti Respono nakládající s odpady, od roku 2019 do roku 2021 byl členem představenstva společnosti Vodovody a kanalizace Vyškov.
Jiří Horák žije ve městě Bučovice na Vyškovsku.

## Politické působení
Od roku 2002 je členem KDU-ČSL, v roce 2019 se stal členem celostátního výboru strany. V komunálních volbách v roce 2006 kandidoval za KDU-ČSL do Zastupitelstva města Bučovice, ale nebyl zvolen. Uspěl až ve volbách v roce 2010, navíc se na konci listopadu 2010 stal místostarostou města. Ve volbách v roce 2014 mandát zastupitele města obhájil, a to z pozice lídra kandidátky KDU-ČSL. Opět se stal i místostarostou města (tentokrát označený jako 1. místostarosta).
V roce 2017 rezignoval Radovan Válek, dosavadní starosta města Bučovice, na svou funkci. Jeho nástupcem byl dne 5. dubna 2017 zvolen právě Horák. Také ve volbách v roce 2018 obhájil mandát zastupitele města jako lídr lidovecké kandidátky. Dne 31. října 2018 byl podruhé zvolen starostou města.
V krajských volbách v roce 2012 kandidoval za KDU-ČSL do Zastupitelstva Jihomoravského kraje, ale neuspěl. Uspěl až ve volbách v roce 2016. Ve volbách v roce 2020 mandát krajského zastupitele obhájil. Působil v investiční komisi, výboru dopravy a majetku a výboru pro meziregionální vztahy. Koncem roku 2021 složil mandát krajského zastupitele poté, co byl zvolen poslancem Parlamentu České republiky.
Ve volbách do Poslanecké sněmovny PČR v letech 2013 a 2017 kandidoval za KDU-ČSL v Jihomoravském kraji, ale v obou případech neuspěl. Ve volbách do Poslanecké sněmovny PČR v roce 2021 kandidoval z pozice člena KDU-ČSL na 2. místě kandidátky koalice SPOLU (tj. ODS, KDU-ČSL a TOP 09) v Jihomoravském kraji. Získal 18 823 preferenčních hlasů a byl zvolen poslancem.
Jiří Horák je členem zahraničního výboru a výboru pro obranu.
Je vedoucím stálé delegace Parlamentu do Parlamentního shromáždění NATO.
V komunálních volbách v roce 2022 kandidoval do zastupitelstva Bučovic jako lídr kandidátky KDU-ČSL. Mandát zastupitele města se mu podařilo obhájit. Dne 17. října 2022 byl zvolen starostou města.
Na sjezdu strany v říjnu 2024 byl zvolen řadovým místopředsedou strany.
Ve sněmovních volbách v roce 2025 kandiduje z 5. místa kandidátní listiny koalice SPOLU v Jihomoravském kraji.